# Torymus gansuensis
Torymus gansuensis är en stekelart som beskrevs av Lin och Xu 2005. Torymus gansuensis ingår i släktet Torymus och familjen gallglanssteklar. Inga underarter finns listade i Catalogue of Life.